# Marie s'en va-t-en guerre

Marie s'en va-t-en guerre est un téléfilm français réalisé par David Delrieux en 1994.

## Synopsis
Le 5 juin 1944, à la veille du débarquement allié en Normandie dans le Cotentin, Marie, une fillette de 12 ans, s'apprête à faire sa première communion. Mais la cérémonie est interrompue par les Allemands, venus arrêter le curé. Désespérée, Marie, avec sa belle robe blanche, rentre chez elle, où elle habite chez ses parents au bord du fleuve. Le soir même, John, un parachutiste canadien de l'armée américaine, égaré par un violent orage, surgit dans la maison familiale pour demander de l'aide. Perdu, il doit rejoindre au plus vite son unité. Pour cela, il doit traverser les marais et les champs de mines, avec l'aide de Marie qui insiste à lui servir de guide. Durant cette promenade, ils vont faire connaissance, et une amitié se crée peu à peu.

## Fiche technique
- Titre : Marie s'en va-t-en guerre
- Réalisation : David Delrieux
- Scénario : Robert Valey
- Image : Dominique Brenguier
- Musique : Charles Court
- Montage : Marielle Issartel
- Production : France 2, Dune, E.C Télévision
- Genre : Drame
- Durée : 90 minutes
- Date de diffusion : 1er juin 1994 sur France 2

## Distribution
- Laure Duthilleul : la mère de Marie
- Étienne Chicot : Léon, le père de Marie
- Julia Maraval : Marie
- Patrice Bissonnette : John
- Martin Maria Blau : Reiner
- Tertius Meintjes : Calway
- Jérôme Le Paulmier : Fernand
- Annie Savarin : Madame Fauvel
- Bill Flyn : le père O'Casey
- Shane Howardth : Hans
- Danny Keogh : le major
- Dominique Combe : le prêtre